# Liste objektorientierter Programmiersprachen
Eine objektorientierte Programmiersprache ist eine Programmiersprache, deren allgemeine Organisationsstruktur das Objekt ist und die damit die objektorientierte Programmierung besonders unterstützt.

## Liste
- ActionScript
- ABAP Objects
- Ada
- Aleph
- Amiga E
- AppleScript
- Beta
- BlitzMax
- Boo
- C++
- C#
- Clarion
- Cobol ISO 2002
- CFML (ColdFusion Markup Language)
- Common Lisp beinhaltet das Common Lisp Object System (CLOS)
- Component Pascal
- Crystal
- D
- Dart
- DataFlex
- Dylan
- Eiffel
- Fortran – ab Fortran 2003
- FreeBASIC
- Gambas
- Genie
- Go (Einbettung und Interfaces statt Vererbung)
- Groovy
- IDL
- incr Tcl
- Io
- Java
- JavaScript / ECMAScript
- Kotlin
- Lingo
- Lotusscript
- Magik
- Modula-3
- Modelica
- NewtonScript
- Oberon
- Objective-C
- Objective CAML
- Object Pascal (Delphi, Free-Pascal)
- ooRexx
- Perl
- PHP – ab Version 4
- PowerBuilder
- Python
- Ruby
- R
- S
- Sather
- Scala
- Scratch
- Snap!/BYOB
- Seed7
- Self
- Simula – die erste Programmiersprache mit Konzepten der Objektorientierung
- Smalltalk – die erste konsequent objektorientierte Sprache
- SuperCollider
- Swift
- Vala
- Visual Basic Classic (keine Vererbung)
- Visual Basic for Applications (VBA; keine Vererbung)
- Visual Basic .NET (VB.NET)
- Visual Basic Script
- Visual Objects
- XBase
- Xojo
- XOTcl
- Zonnon